# Bond (gruppo musicale)
Le Bond sono le componenti di un quartetto d'archi che contamina musica classica e pop.

## Storia
Le componenti del gruppo sono l'australiana Tania Davis (primo violino), la gallese Eos Counsell (secondo violino), l'inglese Elspeth Hanson (viola) e l'inglese Gay-Yee Westerhoff (violoncello). La musicista australiana Haylie Ecker è stata la prima violinista del gruppo dal 2000 al 2007.
Il loro primo album Born ha raggiunto la prima posizione nelle classifiche di 21 nazioni. All'interno di esso è contenuta Victory che, in un passaggio, si rifà ad alcuni passaggi dell'ouverture de Il barbiere di Siviglia di Gioachino Rossini.

## Discografia

### Album in studio
- 2000 - Born
- 2001 - Raymond Weil
- 2002 - Shine
- 2003 - Fab Field's Mix
- 2003 - Johnny English
- 2004 - Classified
- 2011 - Play

### Raccolte
- 2003 - Remixed
- 2005 - Explosive: The Best of Bond

### Singoli
- Victory
- Wintersun
- Viva!/Wintersun
- Shine
- Fuego
- Speed
- Atlanta/Time
- Viva!/Victory
- Explosive/Adagio for Strings
- Fly Samba Fly
- I can't Wait (2019)
- Panthera
- Zadok The Priestess
- Come Home
- Artemis
- Alone
- Experience by Ludovico Einaudi
- Cease and Desist

### Video
- Live at the Royal Albert Hall
- Bond: Video Clip Collection

## Filmografia
- xXx 2: The Next Level
- Johnny English

## Formazione

### Formazione attuale
- Tania Davis – viola (2000–presente)
- Eos Counsell – violino (2000–presente)
- Elspeth Hanson – violino (2007–presente)
- Gay-Yee Westerhoff – violoncello (2000–presente)

### Membri precedenti
- Haylie Ecker – violino (2000–2007)